# Ghiță Licu
Ghiță Licu (n. 1 decembrie 1945, Fierbinți-Târg, România – d. 8 aprilie 2014, București, România) a fost un handbalist român care a făcut parte din lotul echipei naționale de handbal a României, medaliată cu argint la Olimpiada de la Montréal, din 1976, și cu bronz la cea de la München, din 1972. Licu a evoluat pe postul de pivot, iar după retragerea din activitatea de handbalist a activat ca antrenor pentru diferite categorii de vârstă.

## Carieră
Ghiță Licu a început să joace handbal la secția „Tânărul Dinamovist” a clubului „Dinamo”, iar la 18 ani a fost promovat la echipa de seniori Dinamo București, unde și-a petrecut apoi toată cariera de jucător. De la „Dinamo” a fost selecționat la echipa națională, cu care a devenit de două ori campion mondial, în 1970 și 1974. Licu a jucat pentru România începând din 1966 și a luat parte la 197 de meciuri oficiale, în care a înscris în total 328 de goluri. Conform lui Ștefan Birtalan, Licu „a fost cel mai bun apărător pe care l-a avut România”.
Licu a evoluat ca handbalist la Dinamo până în 1980, când și-a încheiat activitatea și a devenit antrenor al clubului, mai întâi secund, sub conducerea lui Oprea Vlase, iar apoi principal. În 1993 a părăsit Dinamo și a plecat în Germania, unde a antrenat mai întâi echipa de tineret a SC Magdeburg, cu care a câștigat în 1996 titlul național pentru această categorie de vârstă. În 1999 a fost numit antrenor secund al echipei de seniori a SC Magdeburg și, alături de antrenorul principal Alfreð Gíslason, a condus echipa spre primul titlu național, obținut în 2001, și spre câștigarea, în 2002, a Ligii Campionilor EHF. Între ianuarie și iunie 2006 a fost antrenorul principal al SCM, după care s-a întors în România.
Ghiță Licu și-a construit o casă la Provița de Sus, unde îngrijea de livadă și de gospodărie. În luna noiembrie 2013 a fost diagnosticat cu cancer și a decedat în noaptea de 8 aprilie 2014.

## Palmares
Club
Ca jucător
- Cupa Campionilor Europeni:
  -  Câștigător: 1965

- Campionatul Republican Categoria A:
  - Câștigător:  1965, 1966, 1978
  - Medalie de argint:  1967, 1968, 1969, 1970, 1971, 1972, 1974, 1975, 1976, 1977
  - Medalie de bronz:  1973, 1979

- Cupa României:
  -  Câștigător: 1979

Ca antrenor
- Liga Campionilor EHF:
  -  Câștigător: 2002

- Cupa Cupelor EHF:
  -  Câștigător: 1983

- Handball-Bundesliga:
  - Câștigător: 2001

- 2. Handball-Bundesliga:
  - Câștigător: 1996

Echipa națională
- Jocurile Olimpice:
  -  Medalie de argint: 1976
  -  Medalie de bronz: 1972

- Campionatul Mondial:
  -  Medalie de aur: 1970, 1974
  -  Medalie de bronz: 1967

- Campionatul Mondial pentru Tineret:
  -  Medalie de aur: 1967 (ediție experimentală)

- Campionatul Mondial Universitar:
  -  Medalie de aur: 1973
  -  Medalie de argint: 1968
  -  Medalie de bronz: 1971

- Trofeul Carpați:
  -  Câștigător: 1991, 1995

## Distincții
- titlul de Maestru Emerit al Sportului (1970)[6]
- Ordinul Muncii clasa I (29 martie 1974) „pentru comportarea remarcabilă și ocuparea locului I la Campionatul mondial de handbal masculin – ediția 1974 –, precum și pentru contribuția deosebită adusă la dezvoltarea acestui sport și la creșterea prestigiului sportului românesc pe plan internațional”[7]
- Ordinul „Meritul Sportiv” clasa a II-a (18 august 1976) „pentru rezultatele deosebite obținute la Jocurile olimpice de vară de la Montreal – 1976, precum și pentru contribuția adusă la dezvoltarea activității sportive și la creșterea prestigiului sportului românesc pe plan internațional”[8]
- titlul de antrenor emerit (1992)[9]
- Medalia națională „Serviciul Credincios” clasa I (2000)[10]

Pe 1 noiembrie 1975 a făcut parte dintr-o selecționată a lumii care a jucat și câștigat un meci împotriva echipei Republicii Federale Germane, la Dortmund.

## Familie
Ghiță Licu a fost tatăl handbalistului Robert Licu, care a marcat 1054 de goluri pentru echipa României, fiind pe locul 2, după Vasile Stîngă, în clasamentul all-time al României. 